# Song Joong-ki
Song Joong-ki, južnokorejski filmski igralec, * 19. september 1985, Daedžeon, Južna Koreja.

## Filmografija
- 2008: My Precious Man
- 2008: Love Racing
- 2009: Triple
- 2009: Will It Snow For Christmas?
- 2009: My Fair Lady
- 2010: Sungkyunkwan Scandal
- 2010: OB/GYN Doctors
- 2011: Deep Rooted Tree
- 2012: Nice Guy
- 2016: Descendants of the Sun